# Leucochloridium variae
Leucochloridium variae är en plattmaskart. Leucochloridium variae ingår i släktet Leucochloridium och familjen Leucochloridiidae. Inga underarter finns listade i Catalogue of Life.